# Muzeum Kleista we Frankfurcie nad Odrą
Muzeum Kleista we Frankfurcie nad Odrą (niem.  Kleistmuseum in Frankfurt (Oder)) – muzeum przy Faberstraße 7 we Frankfurcie nad Odrą, poświęcone życiu i twórczości Heinricha von Kleista (1777–1811).

## Historia
Dawniej w budynku mieściła się szkoła garnizonowa Frankfurtu nad Odrą, założona w 1777 przez księcia Leopolda von Braunschweig. Heinrich von Kleist był jednym z jej uczniów. Muzeum zostało otwarte po gruntownym remoncie budynku 21 września 1969 roku. W 2010 roku ogłoszono konkurs na projekt nowego budynku na dziedzińcu muzeum. Chęć udziału zgłosiło 200 biur architektonicznych. Wybrano 13, a jury nagrodę 25 000 € przyznało Lehmann Architekten GmbH Offenburg i współpracującym z nim Helleckes Landschaftsarchitektur z Karlsruhe. Nowy budynek został sfinansowany ze środków unijnych i Brandenburgii. Został on otwarty 17 października 2013 roku. Stary i nowy budynek zostały połączone przeszklonym przejściem.
W ogrodzie znalazły się kopie nagrobków Kleista i jego przyrodniej siostry Heinricha – Ulrike von Kleist (1774–1849) oraz oryginał płyty nagrobnej domowego korepetytora Christiana Ernsta Martiniego (1762–1833).

## Zbiory
W zbiorach muzeum znajduje się ponad 34 000 eksponatów. Najobszerniejsza jest kolekcja związana z Heinrichem von Kleistem i jego spuścizną. Rękopisy napisane przez współczesnych i dotyczące recepcji jego twórczości są przechowywane w zbiorach muzealnej biblioteki. Jej zbiory liczą około 10 000 woluminów. Są one udostępniane wyłącznie na miejscu. W 2013 roku otrzymała ona jako stały depozyt od Fundacji Biblioteki Państwowej w Berlinie zbiór 400 książek z kolekcji Georga Minde-Poueta.
Placówka otwarta jest od wtorku do niedzieli w godz. 10-18. Normalny bilet wstępu kosztuje 3 €. Obywatele polscy, studenci i bezrobotni płacą natomiast 2 €.
Dyrektorem placówki jest dr Wolfgang de Bruyn.

## Galeria

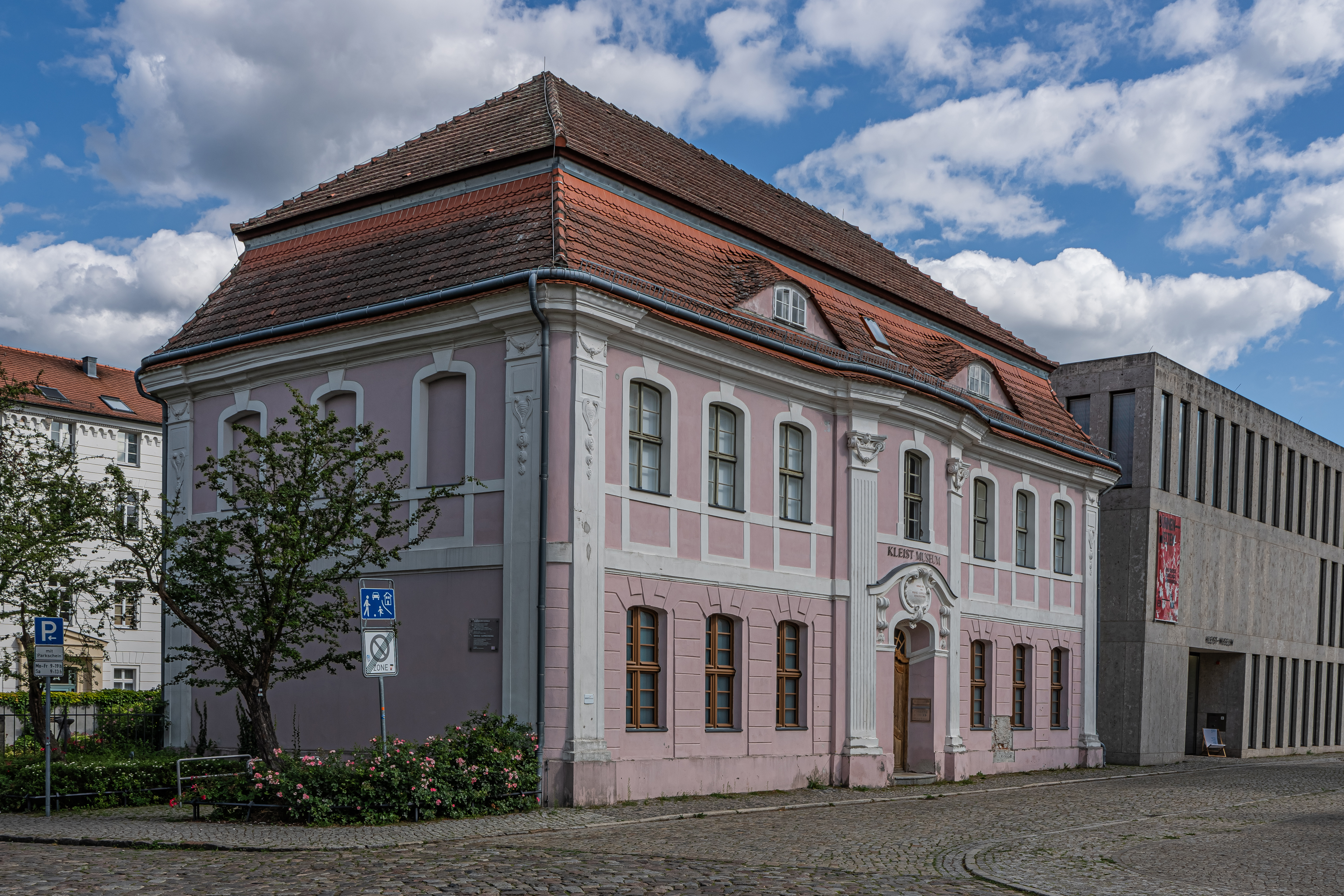
Widok budynku muzeum od strony północno-zachodniej
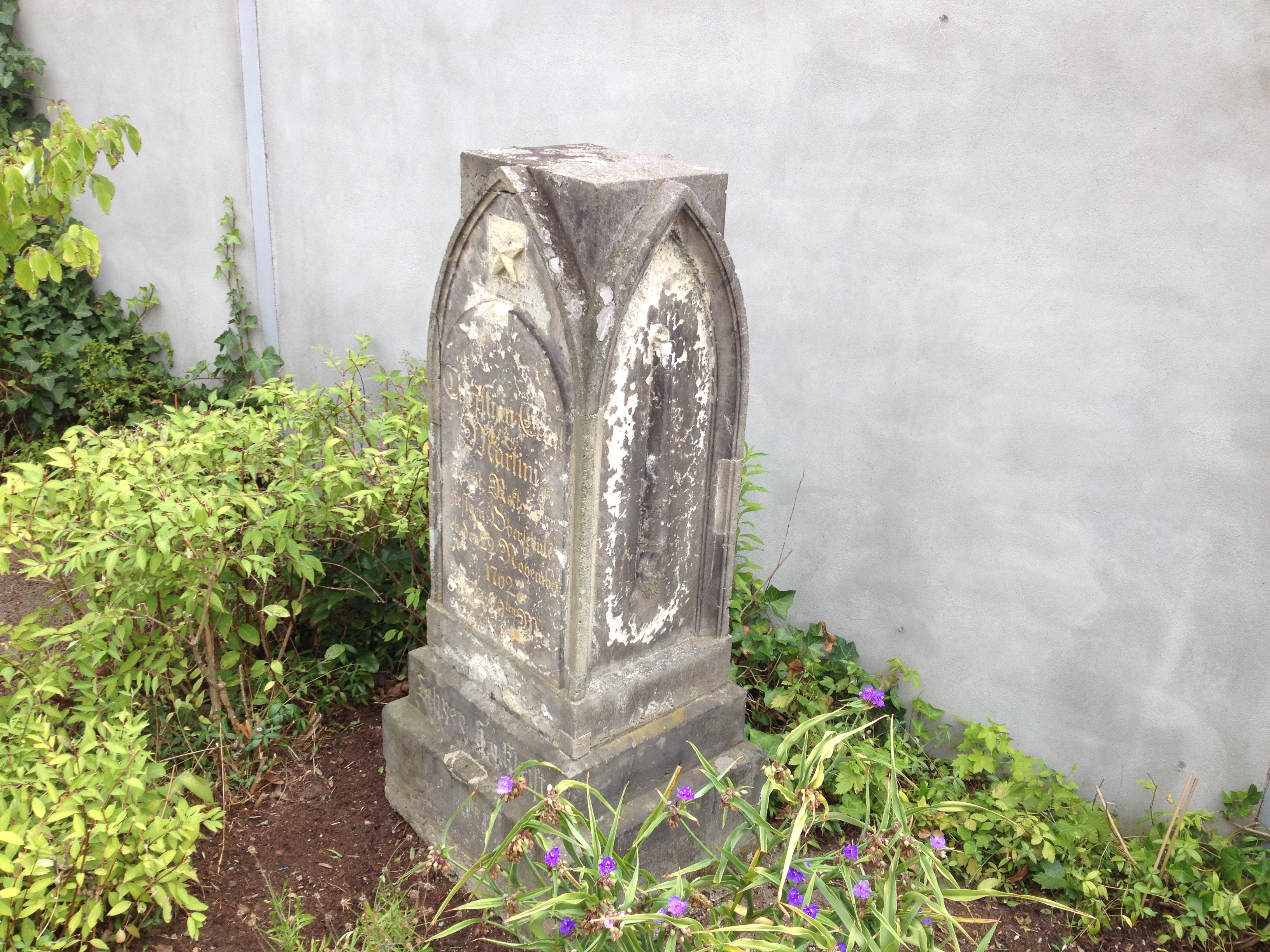
Oryginalny nagrobek Christiana Ernsta Martiniego.
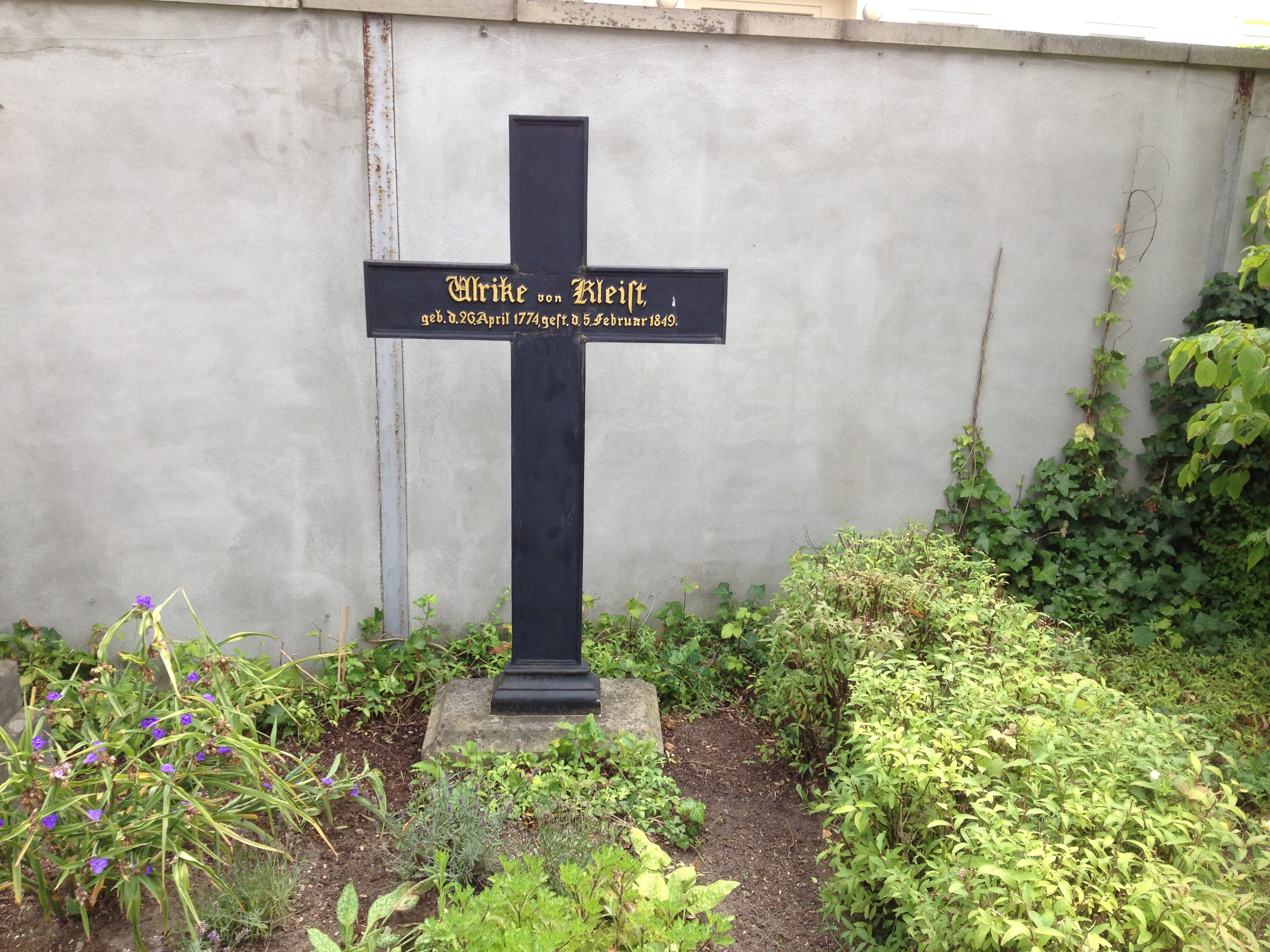
Kopia nagrobka Urlike von Kleist.
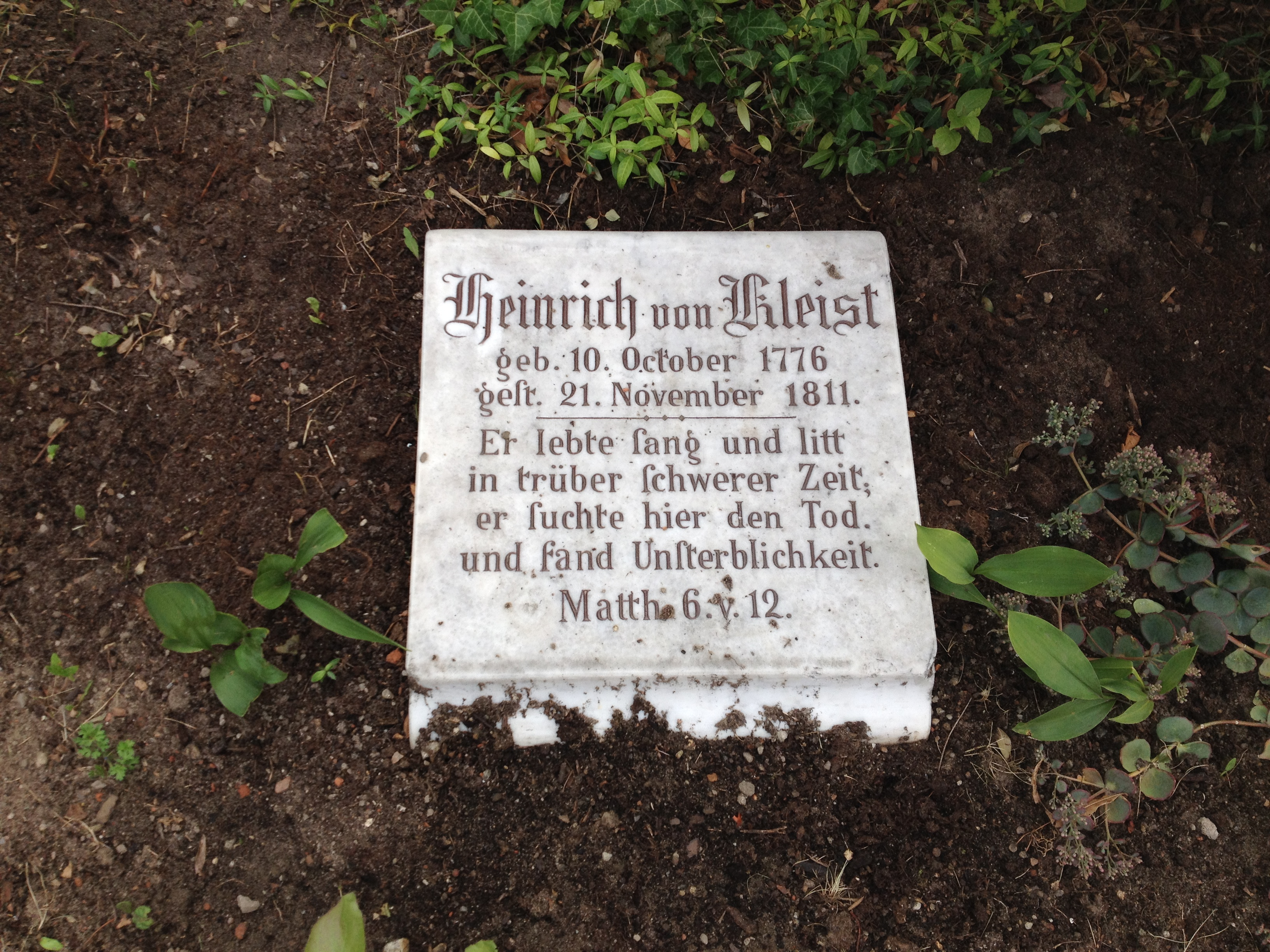
Kopia nagrobka Heinricha von Kleista.
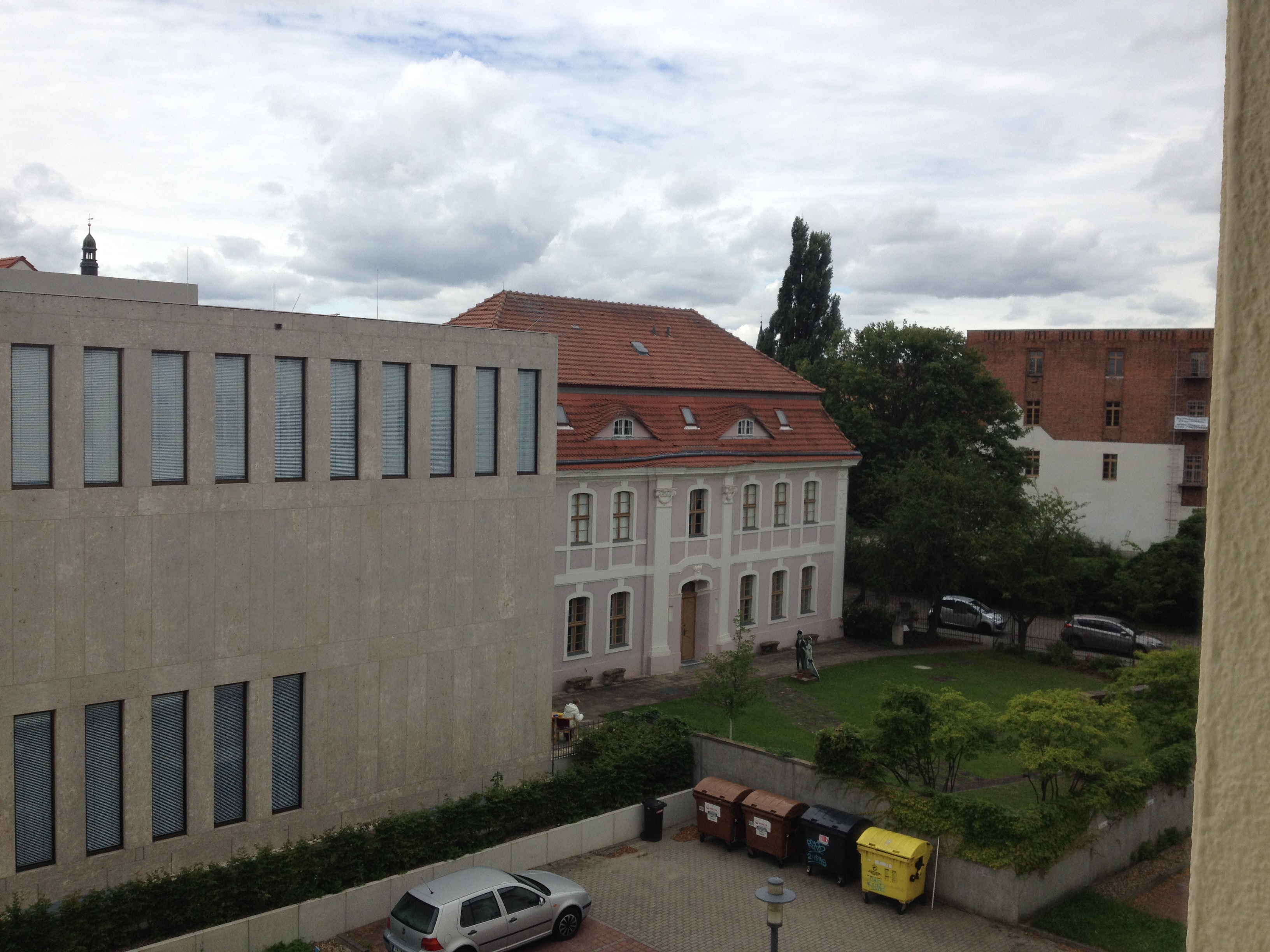
Nowy budynek Muzeum.